# Quarto Mundo (DC Comics)
Quarto Mundo (Fourth World no original) é um conceito criado por Jack Kirby para a DC Comics , que se refere a uma meta-série de quadrinhos que apresentava duas raças de seres sobre-humanos em conflito desde tempos imemoriais. As histórias foram originalmente publicadas em quatro revistas Superman's Pal Jimmy Olsen, The New Gods, The Forever People e Mister Miracle.